# Комитет јавног спаса
Комитет јавног спаса (фр. Comité de salut public) је био извршни орган Прве француске републике у периоду Француске револуције познатом под називом Јакобинска диктатура.

## Комитет
Комитет јавног спаса отпочео је са радом априла 1793. године тј. након издаје генерала Шарла Франсое Димурјеа. На његовом челу налазио се Дантон. Дантонова неодлучна борба против бунтовника из странке жирондинаца (којој је припадао) приморала га је да јула исте године напусти свој положај. На чело Комитета долазе Максимилијан Робеспјер и Луј Антоан Сен-Жист, а после септембарских догађаја Биљо-Варен и Коло Ербоа. Од тада је Комитет чинило дванаест чланова које је бирао Национални Конвент. Свакога месеца они су поново бирани. Састав комитета није се мењао до 9. термидора када је извршен државни удар и Јакобинци збачени са власти. 
Комитет је обављао дипломатске послове, именовао и смењивао врховне заповеднике војске, разрађивао ратне планове. Били су му потчињене све установе и сви чиновници. Овлашћења Комитета су обухватала и лишавање слободе обичног грађанина, али и врховног команданта војске уколико се он оглушио о наређења Конвента. Врховна команда француске армије била је у рукама Комитета јавног спаса. Као и Комитет јавне безбедности, имао је право да издаје налоге за хапшења. Међутим, Комитет јавне безбедности није имао право да наређења доставља полицији. 
Пад Јакобинаца са власти довео је и до краха Комитета. Он је и званично укинут 1795. године. Период преокрета који је уследио, назван Термидорска реакција и довео је до укидања многих најнепопуларнијих закона из претходне године и ограничења рада Комитета за општу безбедност и јавну безбедност. Комитети су престали да постоје Уставом III из 1795. године, који је означио почетак Директоријума.